# Bellegra
Bellegra è un comune italiano di 2 594 abitanti della città metropolitana di Roma Capitale nel Lazio e sorge a 815 metri sul mare (s.l.m.).

## Geografia fisica

### Territorio
Bellegra sorge sul Monte Celeste, a 815 metri sul livello del mare, ed ha una superficie di 18,78 chilometri quadrati. Il territorio che è prevalente collinare e montano varia da un'altitudine compresa tra i 260 e gli 815 metri s.l.m.
I Monti Ruffi, una catena montuosa compresa tra i monti Prenestini ad ovest, e i monti Lucretili a nord, ricadono nel territorio comunale. Nel territorio comunale scorre il fiume Sacco.

### Clima
- Classificazione climatica: zona E, 2758 GR/G

Il clima di Bellegra è tipico delle zone subappenniniche di bassa montagna, con inverni relativamente lunghi e freddi con frequenti gelate ma con rari giorni di ghiaccio (media di gennaio di 3 °C), mentre le estati sono tiepide e temperate con alcuni giorni di calura, comunque con temperature minime piuttosto fresche (media di agosto di 21 °C). La neve è un fenomeno frequente, e in caso di freddo marcato può cadere abbondante e perdurare al suolo diversi giorni essendo il paese arroccato in cima e quindi esposto ai venti. In estate le precipitazioni si presentano prevalentemente sotto forma di temporali.
Le temperature in pieno inverno possono toccare punte di −11 °C. Secondo la classificazione dei climi di koppen Bellegra gode di un clima oceanico "Cfb" , caratterizzato da stagioni sempre umide ed estati tiepide. Si riscontrano comunque alcuni caratteri di continentalità dovuti alle escursioni termiche sia giornaliere che annue (temperatura media annua di circa 12 °C).
Nel febbraio 2012 il manto nevoso al suolo ha superato il mezzo metro di altezza.
| Bellegra           | Mesi | Mesi | Mesi | Mesi | Mesi | Mesi | Mesi | Mesi | Mesi | Mesi | Mesi | Mesi  | Stagioni | Stagioni | Stagioni | Stagioni | Anno |
| Bellegra           | Gen  | Feb  | Mar  | Apr  | Mag  | Giu  | Lug  | Ago  | Set  | Ott  | Nov  | Dic   | Inv      | Pri      | Est      | Aut      | Anno |
| ------------------ | ---- | ---- | ---- | ---- | ---- | ---- | ---- | ---- | ---- | ---- | ---- | ----- | -------- | -------- | -------- | -------- | ---- |
| T. max. media (°C) | 2,9  | 4,7  | 6,0  | 9,4  | 14,3 | 17,7 | 21,0 | 21,1 | 17,8 | 12,3 | 7,7  | 4,2   | 3,9      | 9,9      | 19,9     | 12,6     | 11,6 |
| T. min. media (°C) | −7   | −6,2 | −1,1 | 0,5  | 2,9  | 6,1  | 8,9  | 12,0 | 10,5 | 7,0  | 2,0  | −11,0 | −8,1     | 0,8      | 9,0      | 6,5      | 2,1  |

## Storia
Monte Celeste si erge nel Lazio centrale, tra la valle del fiume Aniene e quella del Sacco, codesto monte ospita Bellegra, anticamente Civitella e in un tempo remoto Vitellia.
Nel XIX secolo alcuni storici hanno tentato di rintracciare il nome, appartenuto alla primordiale comunità. Nibby, ritiene che Vitellia sia il nome originario, fa riferimento, in particolare, ai trattati di Tito Livio. Marocco, invece, ritiene che la forte città Belecre, menzionata dagli Equi, corrisponda a questa comunità. Un altro storico, Iannuccelli ritiene che le tesi di Marocco siano incerte e che non ci siano grandi fonti che convalidino, la sua affermazione. Ciò che sostiene Nibby è tangibile nei documenti storici e nelle indicazioni geografiche di Tito Livio, presenti nei suoi trattati. 
Per quanto riguarda la fondazione, essa risale, circa, al VI secolo a.C.; a testimonianza di ciò abbiamo due tesi: Cneo Marcio Coriolano, venne esiliato nel 491 a.C. e le mura poligonali, ancora oggi in piedi sul territorio, sono di primo tipo e risalgono al VII a.C.
Vitellia, non venne fondata dai romani, la sua fondazione appartiene in buona parte agli Equi e anche agli Ernici. Fu colonia degli Equi fino al 967 d.C.
Il nome Vitellia fu cambiato in Civitella, il dibattito sul perché e sul quando sia avvenuto questo cambiamento ha vista partecipe di nuovo Nibby. Esso sostiene che Vitellia, non sia sempre stata abitata e che un popolo arrivatovi nel X secolo, abbia scelto il nome Civitella, in Latino “piccola città”. Ma sono ben pochi a sostenerlo, questa volta. Un'alternativa molto diffusa espone il fatto che nei libri antichi, si tendeva a non lasciare lo spazio tra una parola e l’altra: è probabile che la frase civitas Vitellia sia stata scritta con la C puntata C. Vitellia e a causa del mancato spazio tra le parole, si sia trasformata in Civitellia in qualche scritto e poi in Civitella con la perdita della i, a causa delle frequenti variazioni che si hanno trascrivendo dal latino all'italiano. 
Il nome Civitella appare per la prima volta nel diploma, risalente al 11 gennaio 967, dell’imperatore del Sacro Romano Impero Germanico, Ottone I. Il quale definì Civitella proprietà privata e di dominio feudale. Civitella, apparteneva al feudo abbaziale di San Benedetto e di Santa Scolastica, di Subiaco.
Dal diploma di Ottone I del 967 fino all’abate Umberto (1050–1069) non si hanno più notizie.
Nella seconda metà del 1000 governava la popolazione di Civitella Lando figlio di Trasmondo, Lando da Civitella venne scomunicato dal Concilio romano del 1081, A causa di alcune vicissitudini con L'abate Umberto governante del monastero di San Benedetto e di Santa scolastica in Subiaco. Tra l'abate Umberto e Lando di Civitella nacque un insanabile dissidio a causa di un'esclusione di Civitella nella distribuzione dei beni del monastero. L'abate Umberto catturò Lando, poco dopo egli fu rimesso in libertà, volle vendicarsi. Nel 1065 l'abate Umberto divenne prigioniero di Lando. Ci furono gravi eventi nel monastero di Subiaco, causati anche dall’abate Umberto, che nel frattempo venne liberato. La situazione si concluse con l’elezione di un nuovo abate: l’abate Giovanni di Oddone. 
Landone, così è soprannominato Lando da Civitella, voleva affermare la sua supremazia, si appropria di territori vicini a Civitella, scontrandosi anche con il nuovo abate, è temuto, è uno stratega, tanto che per evitare cruente guerre, l’abate è disposto ad aprire una trattativa diplomatica. Successore di Lando fu suo figlio Bertraimo, il quale non fu magnanimo come il padre, anch’esso tentò la conquista di comunità vicine, ma vennero sempre riacquisite dall’abbazia sublacense. 
Dal 1115 al 1137 non si hanno notizie su Civitella, importante fu Celestino III, difendeva le conquiste portate avanti dai civitellesi. Le notizie di questo periodo sono incerte, le fonti storiche ci svelano che fino al 1338 ci sarà un governo aristocratico, ma non ci svelano quando e perché venne fatta questa trasformazione istituzionale. I signori di Civitella e il popolo erano in accordo con l’Abate di Subiaco, avevano l'obbligo di andare in aiuto del monastero di Subiaco in caso di pericolo, in cambio il monastero doveva difendere Civitella e non poteva istituire processi per le illegalità passate e future che i signori di Civitella eventualmente avrebbero commesso. Nel 1230 dopo varie vicissitudini tra Civitella e l'abbazia di Subiaco raggiunsero un trattato di pace. 
Civitella nell'anno 1230 cadde in un processo di decadenza politica. La comunità si trasformò in minuscole signorie e successivamente in principatini ereditari, svincolandosi totalmente dal monastero di Subiaco. Regnava un clima di indipendenza e di assolutismo Fu un periodo in cui divennero principi anche i cittadini di altri luoghi.
Nel 1377 sorsero contrasti e ostilità fra i vassalli dell’abbazia sublacense e quelli di Mattia di Antiochia, i danni furono incalcolabili, in tutta la Valle dell’Aniena. Si dovette ricorrere presto un trattato di pace; il comportamento di Civitella suscita particolare interesse, in quanto ci fu una partecipazione compatta dell'intera comunità, che possedeva maturità politico-sociale. Dopo questo scontro si ritrovò unita sotto il dominio monastico. 
Durante il medioevo a Civitella vi fu una fortezza. Nel 1338 l’abate, Bartolomeo II, acquistò il castello di Civitella e lo trasformò in una fortezza, ad oggi non c'è nessuna traccia di questo castello/fortezza. Era costruita nella parte più alta di Civitella, dove oggi sorge Piazza Santa Lucia, da questa fortezza era possibile dominare l'orizzonte grazie all’originale posizione di Monte Celeste. Vi erano muri di cinta, torri, caserme a protezione di questo castello. Ad oggi alcune delle tante torri costruite intorno al castello e esistono ma sono incastonate nelle abitazioni, oggi zona denominata “la Rocchetta”. Già nel 1575 questa inespugnabile fortezza non esisteva più, probabilmente a causa di spietati conflitti bellici. 
Dal 1377 al 1604 non ci sono notizie di avvenimenti politici di rilievo. Come ormai di norma si verificarono altri scontri con l'abate di Subiaco; in particolare i civitellesi ritenevano che avevano diritto di molire gratuitamente nelle mole di Subiaco ma il commendatario lo negava.
Pare che nel 1575 Civitella faceva parte della diocesi di Palestrina.
In quegli anni la popolazione di Civitella raggiungeva 1 000 abitanti. 
Il popolo civitellese era ben organizzato religiosamente: nel 1575 era divisa in due parrocchie la parrocchia di San Sisto e la parrocchia di Santa Maria e San Nicola di Bari. La vita religiosa successiva fino ai nostri giorni è sempre stata vivace.
Un consiglio di 30 persone dirigeva la vita politica civile e sociale di Civitella nel 1773. Si è reso noto che in questo anno già esisteva una scuola elementare il sacerdote in carica quegli anni insegnava a leggere e a scrivere. Nel 1804 ancora era in vigore questa forma istituzionale il consiglio comunale subì grandi modifiche a partire dal 1850, il consiglio comunale doveva possedere un priore e 12 consiglieri. In seguito all’annessione del Lazio nel Regno d'Italia, nel 1870, il consiglio comunale fu costituito da un sindaco e da 14 consiglieri. Nel 1870 circa gli abitanti erano 2 025.
La comunità che vive sul Monte Celeste ha portato il nome di Civitella dal 967 fino al 10 ottobre 1880, ci fu un nuovo cambio nome, questa volta a causa di problemi postali, in quanto molti paesi avevano questo nome. Si decise quindi che il nome sarebbe cambiato in: Bellegra. Con l'accordo di tutti i consiglieri venne cambiato. Bellegra, ha origine dal latino belli ager nel significato di campo di battaglia oppure di bellis egere nel significato di combattere guerre. 
Arrivano i disastri dei conflitti mondiali.
Nel Primo conflitto Mondiale vennero chiamate alle armi le persone di Bellegra, più valide. Ben 72 cittadini persero la vita, le autorità ed il popolo di Bellegra fecero scolpire i nomi su un’artistica lapide commemorativa. 
Arriva in pochi anni dalla precedente, la Seconda Guerra Mondiale. A Bellegra, gli uomini, i civili, i giovani furono chiamati alle armi, non tutti tornarono a casa. Bellegra si vide partecipe di varie incursioni aeree. Furono bombardate varie zone di Bellegra, in particolare si ricorda Il bombardamento che colpì Via delle Tre Morette e Largo Baccelli (attuale Largo Caduti del '44). I tedeschi, prima di abbandonare definitivamente Bellegra, fecero esplodere delle mine che causarono la distruzione di alcune abitazioni. il popolo belle grano fuggi, abbandona il paese e si rifugia nelle case di campagna e vi rimase fino all'arrivo delle truppe anglo americane nella zona. 
Ci fu un rastrellamento a Bellegra, per mano di un generale tedesco che risiedeva a Genazzano. Coloro che abitavano nella zona più alta del paese, dalle finestre, in un pomeriggio di fine ottobre, videro arrivare i soldati tedeschi i quali costrinsero numerosi uomini a salire su dei camion, alcuni riuscirono a fuggire. 
Nel frattempo, non si avevano notizie dei parenti partiti in guerra di alcuni si seppe solo, che erano stati fatti prigionieri dai tedeschi e internati in Germania. 
Arrivò l'inverno, il freddo. I tedeschi piombavano nei casolari delle campagne per requisire generi alimentari, ed altri beni utili alle truppe. La mattina del 24 Aprile 1944 chi stava in casa avvertì un forte rombo di aerei e d’istinto guardò alla finestra scorgendo le sagome scure di due aerei molto bassi, provenienti da sud... un istante dopo, una serie di spaventose esplosioni! Le case tremarono, i vetri delle finestre caddero a pezzi. La gente fuggiva per ripararsi, i bambini urlavano disperati.
Il 25 aprile del 1945 un brusio sì sentiva per il borgo, poi esplose un forte rumore di gioia, suonarono le campane e si intravide un gruppo di persone che con il tricolore sfilavano per le vie del paese. La guerra era finita ed era pace. 
Erano quasi due anni che non si avevano notizie dirette di genitori e parenti in armi, nei giorni successivi all'annuncio della pace si cercava di avere notizie dei propri cari. I rimpatri avevano preso il via ormai era solo questione di settimane, pian piano, ogni giorno tornavano reduci dai vari fronti. 
Tra il 1946 il 1950 ci fu la rinascita, la ripresa della vita normale: il lavoro per gli adulti, la scuola per i più giovani, le faccende domestiche per le donne. 
Il 24 marzo del 1946, dopo due sindaci di nomina prefettizia, ci furono le elezioni comunali la giunta approvò un programma di ricostruzione postbellica e di modernizzazione del paese. 
Dal 1946 al 1978 le elezioni comunali vennero svolte con libero voto dei cittadini, le elezioni amministrative si sono svolte 8 volte, in questo periodo. 
Bellegra ha bisogno di una modernizzazione varie furono le opere realizzate in questo periodo: venne costruito un nuovo edificio scolastico, ci fu una sistemazione delle fogne, venne demolito il lavatoio pubblico, in quanto le nuove tecnologie stavano prendendo posto nelle case, vennero costruiti nuovi bar, le vennero fornire di acqua potabile, arriva l'acqua nelle case. Ci fu la ristrutturazione della caserma dei carabinieri, del cimitero comunale, della casa comunale. Venne costruito il monumento ai caduti, vennero fortificate le strade rurali, costruite nuove piazze. Tra il 1962-1963 furono installati gli impianti telefonici nelle frazioni, venne costruito il campo sportivo e le case popolari.

### Simboli
Lo stemma di Bellegra è stato elaborato dal geometra Pietro Saulini. Nella parte bassa c'è una porta incastonata nelle mura ciclopiche, una fascia centrale con la scritta "Libertas". In cielo il sole splende. Lo stemma è sormontato da una corona, indica la laboriosità, l'arte, l'antichità, la scritta indica l’aspirazione del popolo all’autonomia, il sole splendente indica la posizione panoramica, la corona allude al plauso che l'arte, la libertà e le bellezze naturali meritano.

## Monumenti e luoghi d'interesse

### Architetture religiose
- La cappella di Santa Lucia si trova vicino alla casa dei Patrizi. Possiede un solo altare e ha in un quadro le immagini della beata vergine Maria di Santa Lucia e di altri santi dipinti. Attualmente è di proprietà Tuzi.
- La chiesa di San Nicola è costituita dal presbitero e da un'unica navata, sull'arco principale si legge la dedica: LAUS DEO, BEATAE VIRGINI MARIAE ET S. NICOLAI ECCLESIAE PATRONO. È artisticamente decorata in stucchi anteriori al 1671, la navata è coperta con la volta a botte, che sostituì nel 1873 il soffitto a cassettoni, è illuminata da sette finestroni dei quali 3 aperti nel lato destro, 3 nel fianco sinistro ed uno sulla parete frontale. Ingloba una chiesa del sec. XIII intitolata a Santa Lucia.
- Convento di San Francesco

Faggi e castagni circondano il ritiro francescano che ospitò, in occasione del suo soggiorno sublacense nel 1223, san Francesco. Nei secoli successivi il complesso crebbe e nel 1683 il convento venne eretto a Ritiro francescano anche se incerte appaiono, ancora oggi, le sue origini. Al suo interno è presente un museo francescano, in cui sono documentati gli aspetti legati alla vita conventuale, ma anche le testimonianze della religiosità popolare. Incerte sono infatti le origini del convento di San Francesco per il quale, essendo stato più volte rimaneggiato, non è possibile risalire con certezza, attraverso le analisi stratigrafiche e murarie, all'epoca della fondazione. La presenza di San Francesco a Bellegra, comunque, è attestata da più eventi e legata tra l'altro ad un'opera di proselitismo, noi oggi diremmo di promozione, secondo quanto si può leggere nelle cronache dell’ordine dei Frati minori. Un'opera di “conversione” che per i tempi e la presenza massiccia del fenomeno del banditismo nella valle dell'Aniene ha del “miracoloso”. È una testimonianza della conversione di tre briganti, da parte del poverello di Assisi sarebbe dimostrata, secondo alcuni studiosi, dalla presenza nel convento di antiche pitture e iscrizioni che rammentano il fatto, e dal conservarsi delle loro presunte spoglie, collocate nella cappella di S. Teofilo da Corte, identificabili con quelle ricordate nel XVII secolo nella sagrestia della chiesa. È certo, comunque, che la presenza di San Francesco nel convento di Bellegra ha rappresentato un momento importante per l'affermazione, all'interno dell'Ordine, di questo convento, ma la presenza francescana sul territorio ha rappresentato un momento importante anche per la vita civile.

### Architetture militari
- Mura poligonali

A Bellegra esistono il primo (sec. VII e VI a.C.) e il terzo tipo (sec.III e II a.C.) di mura poligonali, ovvero mura innalzate in opera poligonale, tramite la posa di grandi massi lavorati fino ad ottenere forme poligonali, per essere giustapposte a incastro, senza calce, con cunei che riempiono i rari spazi vuoti.

### Aree naturali
- Grotte dell'Arco

Sono le uniche grotte che si trovano nella provincia di Roma e, per il loro sviluppo in lunghezza e per l'ampiezza di alcune sue grandi sale, rappresentano una delle più importanti manifestazioni carsiche ipogee presenti nella Regione Lazio.
Da questo piccolo bacino e da un suo emissario sotterraneo si è originato un fenomeno di carsismo naturale appunto “le Grotte dell'Arco”, lunghe quasi 1000 m ed estese per 34 ettari.Sono quasi tutte visitabili anche da persone non esperte in quanto provviste di illuminazione e di una comoda passerella.
Bellegra è la città dei panorami, da monte Celeste si avvistano tutte e cinque le provincie del Lazio.
Il comune di Bellegra è proprietario di una vasta area di bosco ceduo di castagno.

## Società

### Evoluzione demografica
Abitanti censiti

### Etnie e minoranze straniere
Secondo i dati ISTAT al 31 dicembre 2015 la popolazione straniera residente era di 137 persone (4,75%), la nazionalità più rappresentata era quella rumena, con 96 cittadini residenti.

## Infrastrutture e trasporti

### Strade
- Strada provinciale 10a, denominata Ritiro San Francesco in Bellegra.
- Strada provinciale 11a, denominata Porta San Francesco in Bellegra.

## Amministrazione

### Sindaci
| Periodo          | Periodo          | Primo cittadino      | Partito                                | Carica  | Note |
| ---------------- | ---------------- | -------------------- | -------------------------------------- | ------- | ---- |
| 6 giugno 1993    | 27 aprile 1997   | Luigi Tucci          | PDS                                    | Sindaco |      |
| 27 aprile 1997   | 13 maggio 2001   | Luigi Tucci          | lista civica                           | Sindaco |      |
| 13 maggio 2001   | 15 maggio 2011   | Mario Sisto Ferrante | lista civica                           | Sindaco |      |
| 16 maggio 2011   | 5 giugno 2016    | Domenico Moselli     | lista civica: Valore in Comune         | Sindaco |      |
| 5 giugno 2016    | 23 Febbraio 2024 | Flavio Cera          | FdI-lista civica: Sviluppiamo Bellegra | Sindaco |      |
| 23 Febbraio 2024 | 9 giugno 2024    | Francesco Coculo     | FdI-lista civica: Sviluppiamo Bellegra | Sindaco |      |
| 9 giugno 2024    | in carica        | Fabio Zambon         | lista civica: Sviluppiamo Bellegra     | Sindaco |      |

Nel 1872 Civitella cambiò denominazione in Civitella San Sisto, e nel 1880 in Bellegra.
Fa parte della X Comunità montana dell'Aniene